# Marlis Stuchlik
Marlis Stuchlik (* 15. Dezember 1938 in Bremen) ist eine Politikerin aus Bremen (SPD). Sie war Mitglied der Bremischen Bürgerschaft. 

## Biografie

### Ausbildung und Beruf
Stuchlik war als Sekretärin in Bremen tätig. 

### Politik
Stuchlik ist Mitglied der SPD. Sie war im SPD-Ortsverein Neue-Vahr Nord, den ihr Mann Gerd Stuchlik lange Jahre (1970–1986) führte, bzw. im SPD-Ortsverein Neue Vahr in Bremen aktiv.
Von 1971 bis 1987 war sie 16 Jahre lang Mitglied der Bremischen Bürgerschaft und in verschiedenen Deputationen und Ausschüssen der Bürgerschaft tätig. Sie war sportpolitische Sprecherin der SPD-Bürgerschaftsfraktion. Die Themen Tempo 30 in der Neuen Vahr und Erhalt der Wohnungsgesellschaft Gewoba als kommunale Gesellschaft bewegten sie nachhaltig.